# Universitetet i Mysore
Universitetet i Mysore (kannada: ಮೈಸೂರು ವಿಶ್ವವಿದ್ಯಾನಿಲಯ) är ett universitet i den indiska staden Mysuru. Det grundades den 27 juli 1916.